# Lothar von Hoeren
Lothar von Hoeren (* 1944 in Hannover) ist ein deutscher Maler, Grafiker und Illustrator.
Von Hoeren wuchs in Hildesheim auf. Nach der Schulzeit studierte er an der Hildesheimer Werkkunstschule Grafikdesign und an der Pädagogischen Hochschule Hannover Kunst.
Seit 1967 stellt Lothar von Hoeren aus, unter anderem in der Kleinen Galerie der Gesellschaft der Kunstfreunde in Wien und mehrmals im Grand Palais in Paris. Seine Arbeiten befinden sich in privatem und öffentlichem Besitz, wie der Evangelischen Akademie Loccum, dem Niedersächsischen Ministerium für Wissenschaft und Kultur und der Friedrich Weinhagen Stiftung in Hildesheim.
Des Weiteren illustriert von Hoeren, der heute in Retzstadt lebt, die Lyrikbände des Schriftstellers Heinz Kattner.

## Werke (zusammen mit Heinz Kattner)
- Zwischen Zeiten. Heinrich Heine Verl. Buchh, Lüneburg 1979, OCLC 256275369.
- Worin noch niemand war. Postskriptum, Hannover 1987, ISBN 3-922382-36-3.
- Rückreise. Postskriptum, Hannover 1990, ISBN 3-922382-48-7.
- Nachfahren. zu Kampen Verlag, Springe 1995, ISBN 3-922382-68-1.
- Als riefe jemand den eigenen Namen. Lyrische Prosa, zu Klampen Verlag, Springe 2007, ISBN 978-3-933156-90-7.
- Jahresringe. zu Kampen Verlag, Springe 2020, ISBN 978-3-86674-625-1.

## Auszeichnungen
- 1998: Bayerischer Staatspreis für Denkmalpflege